# يوسي غرين
يوسي غرين (بالإنجليزية: Yossi Green)‏ هو كاتب أغاني وملحن أمريكي، ولد في 1955.

## وصلات خارجية
- يوسي غرين على موقع ميوزك برينز (الإنجليزية)
- يوسي غرين على موقع ديسكوغز (الإنجليزية)